# Topólno
Topólno – wieś w Polsce położona w województwie mazowieckim, w powiecie płockim, w gminie Gąbin.
W skład sołectwa Topólno wchodzi także wieś Konstantynów
| SIMC    | Nazwa   | Rodzaj    |
| ------- | ------- | --------- |
| 1065875 | Muchowo | część wsi |

Wieś królewska Topolno położona była w drugiej połowie XVI wieku w powiecie gąbińskim ziemi gostynińskiej województwa rawskiego. W latach 1975–1998 miejscowość administracyjnie należała do województwa płockiego.